# رافاييل دي كارو
رافاييل دي كارو (بالإيطالية: Raffaele De Caro)‏ هو سياسي إيطالي، ولد في 29 مارس 1883 في بينيفنتو في إيطاليا، وتوفي في 4 مايو 1961 في تورينو في إيطاليا. حزبياً، نشط في الحزب الإيطالي الليبرالي.

## مناصب
- انتخب  (18 يناير 1954 – 9 فبراير 1954).
- انتخب Italian Minister for Parliamentary Relations ‏ (6 يوليو 1955 – 18 مايو 1957).
- انتخب Italian Minister for Parliamentary Relations ‏ (10 فبراير 1954 – 5 يوليو 1955).
- انتخب member of the Constituent Assembly of Italy  [لغات أخرى]‏.
- انتخب member of the Chamber of Deputies of the Kingdom of Italy ‏.
- انتخب minister of Public Works of the Kingdom of Italy ‏ (11 فبراير 1944 – 22 أبريل 1944).
- انتخب عضو مجلس النواب في الجمهورية الإيطالية.

## روابط خارجية
- رافاييل دي كارو على موقع مونزينجر (الألمانية)